# Robert Jay Mathews
Robert Jay Mathews (* 16. Januar 1953 in Marfa; † 8. Dezember 1984 in Coupeville, Washington) war ein US-amerikanischer Rechtsextremist und Anführer der Terrorgruppe The Order.
Mathews wurde nach einem heftigen Feuergefecht mit ca. 75 Federal Agents, die sein Haus in Whidbey Island, nahe Freeland, Washington umstellt hatten, getötet. Ein Feuer brach aus und verbrannte ihn.

## Leben

### Frühe Jahre
Robert Mathews wurde in Marfa, Texas, als jüngster von drei Söhnen von Johnny und Una Mathews geboren.
Sein Vater war Bürgermeister der Stadt Marfa und Präsident der Handelskammer. Außerdem war er Kaufmann und leitete eine methodistische Kirche. Seine Mutter leitete die örtliche Pfadfindergruppe.
Die Familie zog nach Phoenix, Arizona. Als Elfjähriger trat er in die John Birch Society ein. Matthews wurde später als Mormone getauft.
Er gründete die „Sons of Liberty“ (Söhne der Freiheit), eine antikommunistische Miliz, die im Wesentlichen aus mormonischen Survivalisten bestand.
In ihrer Hochphase hatte diese Gruppe 30 Mitglieder. Mathews wurde anschließend wegen Steuerhinterziehung verhaftet. Als es zum Konflikt innerhalb der Gruppe zwischen Mormonen und Nicht-Mormonen kam, löste sich die Gruppe auf und Mathews verließ sie.
1974 zog er nach Metaline Falls. Mathews und sein Vater kauften ein Grundstück auf dem Lande.
Mathews und Debbie McGarrity heirateten 1976. Er züchtete schottische Galloway-Rinder. 1981 adoptierte das Paar einen Sohn. Später hatte Mathews noch ein Kind mit einer Frau namens Zillah Craig.

### The Order
Mathews las William Gayley Simpsons Buch Which Way Western Man?, das ihn sehr beeindruckte. Mathews glaubte, dass die weiße Rasse in Gefahr sei.
1982 war er Anhänger der Ideologie der Northwest Territorial Imperative. Diese zielte in den 1980er-Jahren darauf ab, dass weiße Nationalisten in den Nordwesten der USA ziehen sollten (Washington, Oregon, Idaho und Western Montana).
1983 sprach Mathews auf einem Treffen der National Alliance. Mathews war ebenfalls von den The Turner Diaries, geschrieben von William Pierce, begeistert.
Im September 1983 gründete er mit acht Männern die Gruppe The Order. Diese Gruppe bestand aus Ken Loff, Dan Bauer, Randy Duey, Denver Parmenter und Bruce Pierce. David Lane, Richie Kemp und Bill Soderquist kamen später dazu. Die Gruppe rekrutierte weitere Mitglieder, keines dieser Mitglieder war vorbestraft.
Der erste Raubüberfall auf einen Sex-Shop in Spokane, Washington, brachte ihnen 369,10 Dollar ein. Die Gruppe begann dann, Autos zu überfallen und Geld zu fälschen.
Mathews überfiel eine Bank nördlich von Seattle, Washington. Dabei erbeutete er 26.000 $. Später wurden 43.000 $ erbeutet. Im Juli 1984 erbeuteten sie 3.600.000 $.
Etwas von dem Geld wurde der White Patriot Party in North Carolina und anderen weißen nationalistischen Gruppen gespendet.

### Letzte Tage
Kurz vor seinem Tode schrieb Mathews einen langen Brief, in dem er seine Taten rechtfertigte. Er habe dies getan, um die Zukunft seiner Kinder zu sichern.
Mathews war mit anderen Mitgliedern offensichtlich von seinem Mitstreiter Martinez an das FBI verraten worden. Martinez war durch das FBI unter Druck gesetzt worden, da ihm ein Raubüberfall und Falschmünzerei vorgeworfen worden war. Das FBI hatte mit einer Großfahndung auf Mitglieder von The Order begonnen und Mathews verschanzte sich in der Nähe von Freeland, Washington auf der Insel Whidbey Island. Am 8. Dezember 1984 kam es zu einem Feuergefecht mit dem FBI, in dessen Verlauf Mathews verbrannte.

## Mediale Aufbereitung
Das Theaterstück God’s Country (1988) von Steven Dietz beschäftigt sich mit der Ermordung Alan Bergs, ebenso die Filme Verraten, Talk Radio (beide 1988), der Film The Order – Kameradschaft des Terrors (1999) über die Gruppe The Order und der Film The Order (2024).